# Diocèse de Chosica
Le diocèse de Chosica (en latin : Dioecesis Chosicana ; en espagnol : Diócesis de Chosica) est un diocèse de l'Église catholique au Pérou suffragant de l'archidiocèse de Lima. 

## Territoire
Le diocèse comprend 7 districts de la partie nord-orientale de la province de Lima : San Juan de Lurigancho, Santa Anita, Ate-Vitarte, Chaclacayo et Lurigancho-Chosica. L'autre portion de cette province est gérée par l'archidiocèse de Lima et les diocèses de Carabayllo et Lurín. Il gère aussi la province de Huarochirí dans la région de Lima. 
Il possède un territoire d'une superficie de 3 418 km2 divisé en 30 paroisses. Le siège épiscopal est dans la ville de Huaycán où se trouve la cathédrale Saint-André.

## Histoire
Le diocèse est érigé le 14 décembre 1996 par le pape Jean-Paul II en prenant une partie du territoire de l'archidiocèse de Lima. Le séminaire diocésain est inauguré le 22 mars 2000 et placé sous le vocable de saint Martin de Porrès. 
Le diocèse s'agrandit le 6 juillet 2001, en vertu du décret Ad satius christifidelium de la congrégation des évêques, en recevant sous sa juridiction quatre paroisses de la province de Huarochirí, qui  appartenaient auparavant à la prélature territoriale de Yauyos.

## Évêques
- Norbert Klemens Strotmann Hoppe (es), M.S.C., depuis le 11 janvier 1997.